# Huang Jiahao
Huang Jiahao (chinesisch 黄佳浩, Pinyin Huáng Jiā Hào; * 17. August 1995) ist ein chinesischer Snookerspieler aus Guangdong. 2024 qualifizierte er sich für die Profitour.

## Karriere
Als in den späten 1980er Jahren Billard in China populär wurde, wurde auch Huangs Vater zum Fan. Er betrieb zeitweise sogar einen Billardclub in Yiwu, konnte seinen Sohn aber nicht für den Sport begeistern. Erst nachdem er 2007 beim Shanghai Masters die weltbesten Profis gesehen hatte, wollte Huang Jiahao Snookerspieler werden. Obwohl er da mit 12 Jahren schon verhältnismäßig alt war, wurde er von Wu Wenzhong, dem Fördertrainer von Ding Junhui und anderen chinesischen Topspielern, in seine Nachwuchsgruppe in Guangzhou aufgenommen. Bereits 2 Jahre später kam er bei der nationalen Jugendmeisterschaft unter die Top 4. 2013 erzielte er auf der lokalen Tour sein erstes Maximum Break.
2012 trat Huang erstmals international in Erscheinung, bei der in China ausgetragenen U21-Weltmeisterschaft schied er aber nach der Gruppenphase aus. Bei der U21-Asienmeisterschaft 3 Jahre später kam er zwar ins Viertelfinale, verlor aber erneut gegen die einheimische Konkurrenz. Ab 2012 nahm er auch an den Asien-Turnieren der Players Tour Championship (PTC) teil – für Amateure offene Kleinturniere der Profitour –, jedoch ohne besondere Erfolge. Beim World Open 2016 bekam er eine Wildcard des chinesischen Verbands CBSA und schlug mit Hammad Miah erstmals einen europäischen Profispieler. Mit der Einstellung der PTC fiel er aber aus dem Fokus.
Er blieb dem Snooker treu und hielt sich in der nationalen Spitze. 2020 gewann er zusammen mit Fang Xiongman und Bai Langning als Vertreter der Provinz Guangdong die nationale Teammeisterschaft. Bei den Haining Open kam er im Jahr darauf ins Finale und verlor gegen He Guoqiang. Nach der COVID-Pandemie eröffnete er außerdem einen eigenen Snookerclub in Guangzhou. 2023 nahm er an der Q School für Asien teil, um sich für die Profitour zu qualifizieren. Im zweiten Turnier erreichte er immerhin das Achtelfinale. In der folgenden Saison war er auf der nationalen CBSA-Tour einer der besten Amateure. Als einer von zwei Spielern erhielt er daraufhin mit 28 Jahren die Startberechtigung für die Spielzeiten 2024/25 und 2025/26 der internationalen Profitour.